# Crypturellus
Crypturellus är det dominerande fågelsläktet i familjen tinamoer, inom ordningen tinamofåglar. Släktet omfattar 21 nu levande arter som förekommer i Latinamerika från södra Mexiko till norra Argentina:
- Askgrå tinamo (C. cinereus)
- Sottinamo (C. berlepschi)
- Mindre tinamo (C. soui)
- Tepuítinamo (C. ptaritepui)
- Brun tinamo (C. obsoletus)
- Amazontinamo (C. undulatus)
- Ljusbrynad tinamo (C. transfasciatus)
- Brasilientinamo (C. strigulosus)
- Gråbent tinamo (C. duidae)
- Rödbent tinamo (C. erythropus)
- Gulbent tinamo (C. noctivagus)
- Svarthättad tinamo (C. atrocapillus)
- Skiffertinamo (C. boucardi)
- Dariéntinamo (C. kerriae)
- Broktinamo (C. variegatus)
- Snårtinamo (C. cinnamomeus)
- Rosttinamo (C. brevirostris)
- Selvastinamo (C. bartletti)
- Kortnäbbad tinamo (C. parvirostris)
- Strimmig tinamo (C. casiquiare)
- Tataupatinamo (C. tataupa)

En fossil art finns också beskriven, Crypturellus reai, från miocen i Argentina.